# Томша
Томша (рум. Tomșa) — село у повіті Васлуй в Румунії. Входить до складу комуни Хочень.
Село розташоване на відстані 279 км на північний схід від Бухареста, 21 км на схід від Васлуя, 72 км на південний схід від Ясс, 127 км на північ від Галаца.

## Населення
За даними перепису населення 2002 року у селі проживали 167 осіб, усі — румуни. Усі жителі села рідною мовою назвали румунську.